# Viviendas Ferrater
Las Viviendas Ferrater son dos bloques de viviendas de lujo proyectados por los arquitectos Carlos Ferrater, Xavier Martí y Lucía Ferrater (Office of Architecture in Barcelona) y Luís Domínguez (Katsura Arquitectura y Urbanismo). Se ubican en Abandoibarra, en la plaza Euskadi de la villa de Bilbao.

## Características
Cada uno de ellos consta de planta baja más 8 plantas piso que flanquean la torre Iberdrola y quedan alineados en paralelo al puente de Deusto, generando skylines tanto hacia la plaza Euskadi como hacia la Campa de los Ingleses.

## Medios de transporte
- Estación de Moyua del metro de Bilbao.
- Estación de Abandoibarra del tranvía de Bilbao.

## Galería

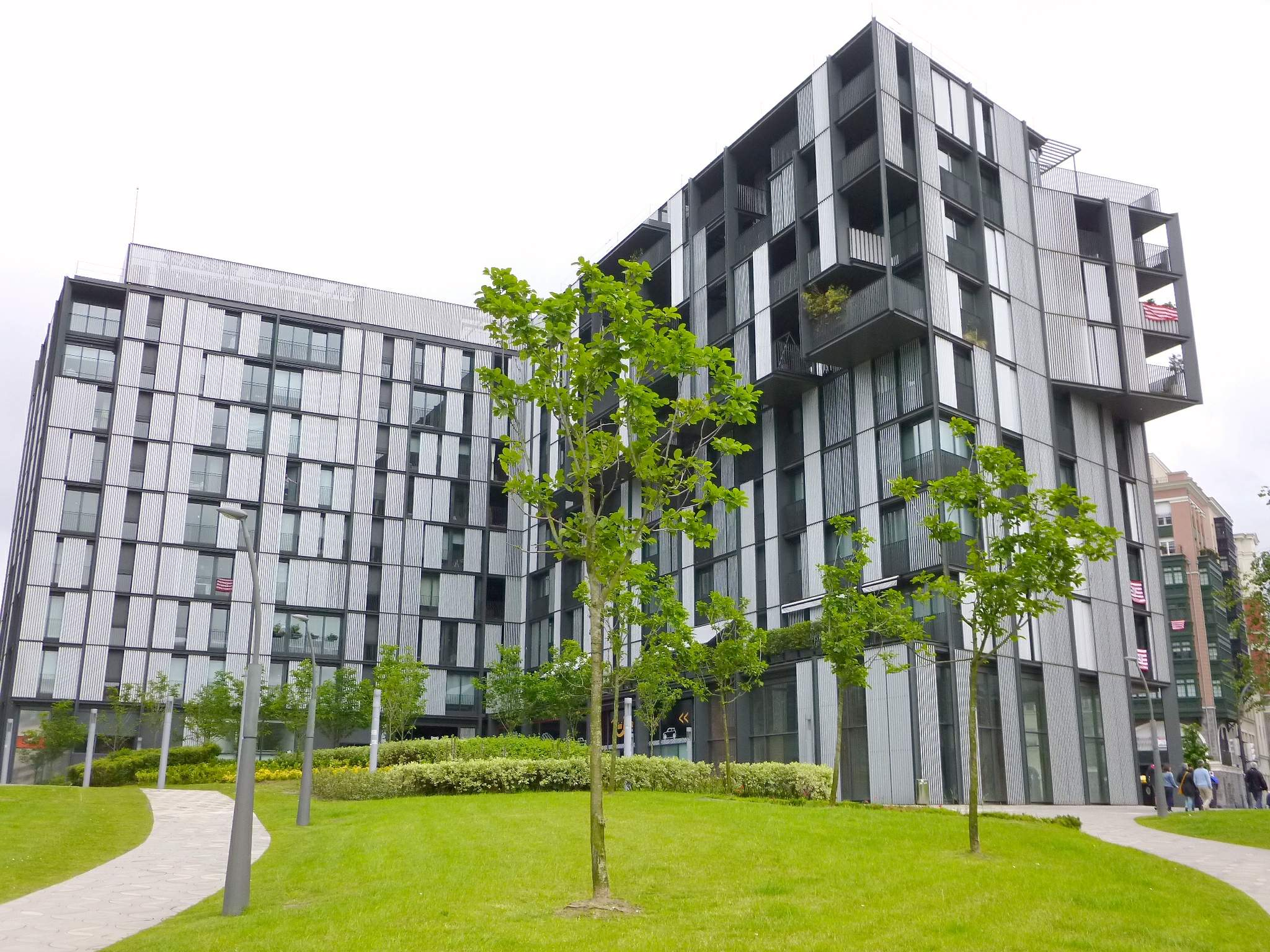
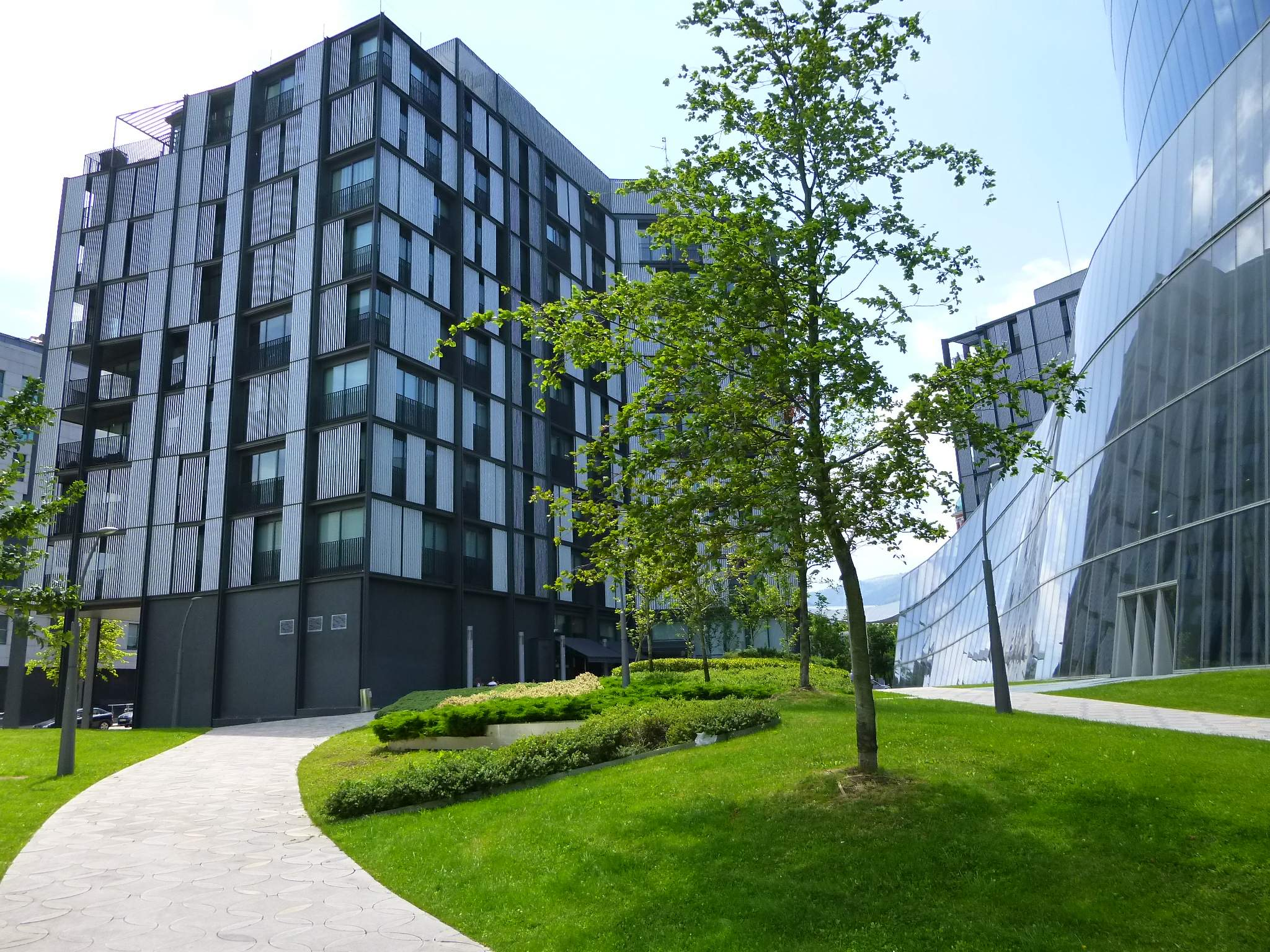